# Samaná (prowincja)
Samaná – jedna z 32 prowincji Dominikany. Stolicą prowincji jest miasto Santa Bárbara de Samaná.

## Opis
Prowincja położona na północy Dominikany, zajmuje powierzchnię 863 km² i liczy 101 494 mieszkańców 1 grudnia 2010.

## Gminy

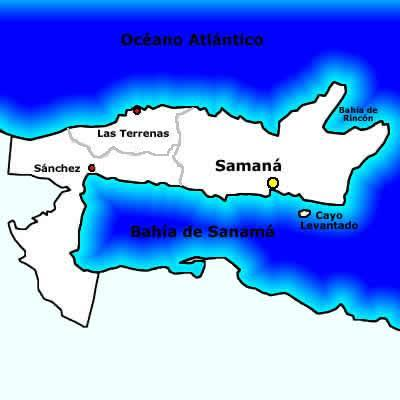
Mapa gmin prowincji Samaná

| Lp.     | Gmina                            | Liczba ludności (2010) | Powierzchnia (km²) |
| ------- | -------------------------------- | ---------------------- | ------------------ |
| 1       | Las Terrenas                     | 18 829                 | 112                |
| 2       | Samaná (Santa Bárbara de Samaná) | 58 156                 | 411                |
| 3       | Sánchez                          | 24 509                 | 340                |
| Łącznie |                                  | 101 494                | 863                |